# Kusel
Kusel je město v Německu, ve spolkové zemi Porýní-Falc.

## Rodáci
- Wilhelm Daniel Joseph Koch (1771–1849) – botanik a lékař
- Fritz Wunderlich (1930–1966) – operní pěvec